# Chisocheton tomentosus
Chisocheton tomentosus är en tvåhjärtbladig växtart som först beskrevs av William Roxburgh, och fick sitt nu gällande namn av D.J. Mabberley. Chisocheton tomentosus ingår i släktet Chisocheton och familjen Meliaceae. Inga underarter finns listade i Catalogue of Life.